# Castelo de Takamatsu (Bitchu)
Castelo Takamatsu (高松城, Takamatsu-jo) da Província de Bitchū era um castelo japonês localizado no que é hoje a cidade de Okayama em Okayama. Como a maioria dos castelos japoneses, foi construído no final do Século XVI, durante o período Azuchi-Momoyama da História do Japão.
O castelo, do  tipo Hirajō (castelo de planície), foi construído muito próximo ao nível do mar, em um terreno pantanoso, que formou uma espécie de fosso  natural,  o que a distingue da imagem mais estereotipada de um Yamashiro (castelo de montanha), construído no topo de uma colina. Foi originalmente construído pelo Clã Mimura , e controlado por seus vassalos, o Clã Ishikawa. Ambas os clãs foram substituídos pelo clã Mōri, que passou a  controlar Takamatsu, e a província de Bitchu, em 1575. Os Mōri confiaram o castelo para seu vassalo Shimizu Muneharu. Shimizu foi intimamente relacionado com os Ishikawa, e é possível que ele já fosse senhor de Takamatsu, pouco antes dos Mōri atacarem, voltando-se para o lado vencedor quando ocorreu a derrota dos Ishikawa, a fim de manter o seu próprio prestígio e poder, juntamente com o castelo. 
Em 1582, o castelo foi cercado por Toyotomi Hideyoshi. Depois de um ou dois meses de cerco, Hideyoshi construiu diques para desviar um rio próximo, por sugestão de seu estrategista Kuroda Kanbei, e inundou o castelo, levando a uma rendição rápida por parte de Shimizu. A facilidade com que isso foi feito foi provocada, em grande parte devido à condição pantanosa da área, e o momento do cerco: a estação das chuvas (tsuyu) agravou a inundação de tal forma que é fácil imaginar a fortaleza realmente sendo literalmente inundada, e a rendição tornou-se quase inevitável.  
Após este cerco, e da ascensão e queda de Toyotomi Hideyoshi, o castelo passou a ser controlada pelo Clã Hanabusa , Karō do Clã Ukita. Após a Batalha de Sekigahara em 1600, em que os Hanabusa lutaram ao lado do exército de Tokugawa Ieyasu , e lhes foram atribuídos o status de hatamoto, mais alto do que a maioria Daimyō (senhores feudais), o hatamoto estavam entre os vassalos mais confiáveis do shogun. Alguns anos mais tarde, no entanto, a residência do daimyō foi transferida de Takamatsu para Abe, no que é hoje a cidade de Soja. 
Hoje, restos dos diques de Hideyoshi e das torres do cerco marcam o local do Castelo. Um monumento de pedra  informa onde Shimizu Muneharu cometeu o seppuku, e toda a área circundante foi transformada num parque, o Parque Histórico do Castelo Takamatsu (高松城水攻め史跡公園, Takamatsu-jo mizuzeme Shiseki kōen). 